# Morbilidad asociada a la obesidad

Tasa de mortalidad por obesidad, 2019

La obesidad es un factor de riesgo para muchas enfermedades físicas y mentales crónicas.
Los efectos sobre la salud del sobrepeso pero no de la obesidad son controvertidos, ya que algunos estudios demuestran que la tasa de mortalidad de las personas con sobrepeso (IMC de 25,0 a 29,9) puede ser inferior a la de las personas con un peso ideal (IMC de 18,5 a 24,9). Es posible que los riesgos para la salud de las personas con sobrepeso estén disminuyendo con el tiempo como consecuencia de las mejoras en la atención médica. Algunas afecciones médicas asociadas a la obesidad pueden ser el resultado del estrés causado por la discriminación médica contra las personas obesas, más que efectos directos de la obesidad, y algunas pueden verse exacerbadas por la atención sanitaria relativamente deficiente que reciben las personas obesas.

## Discriminación médica

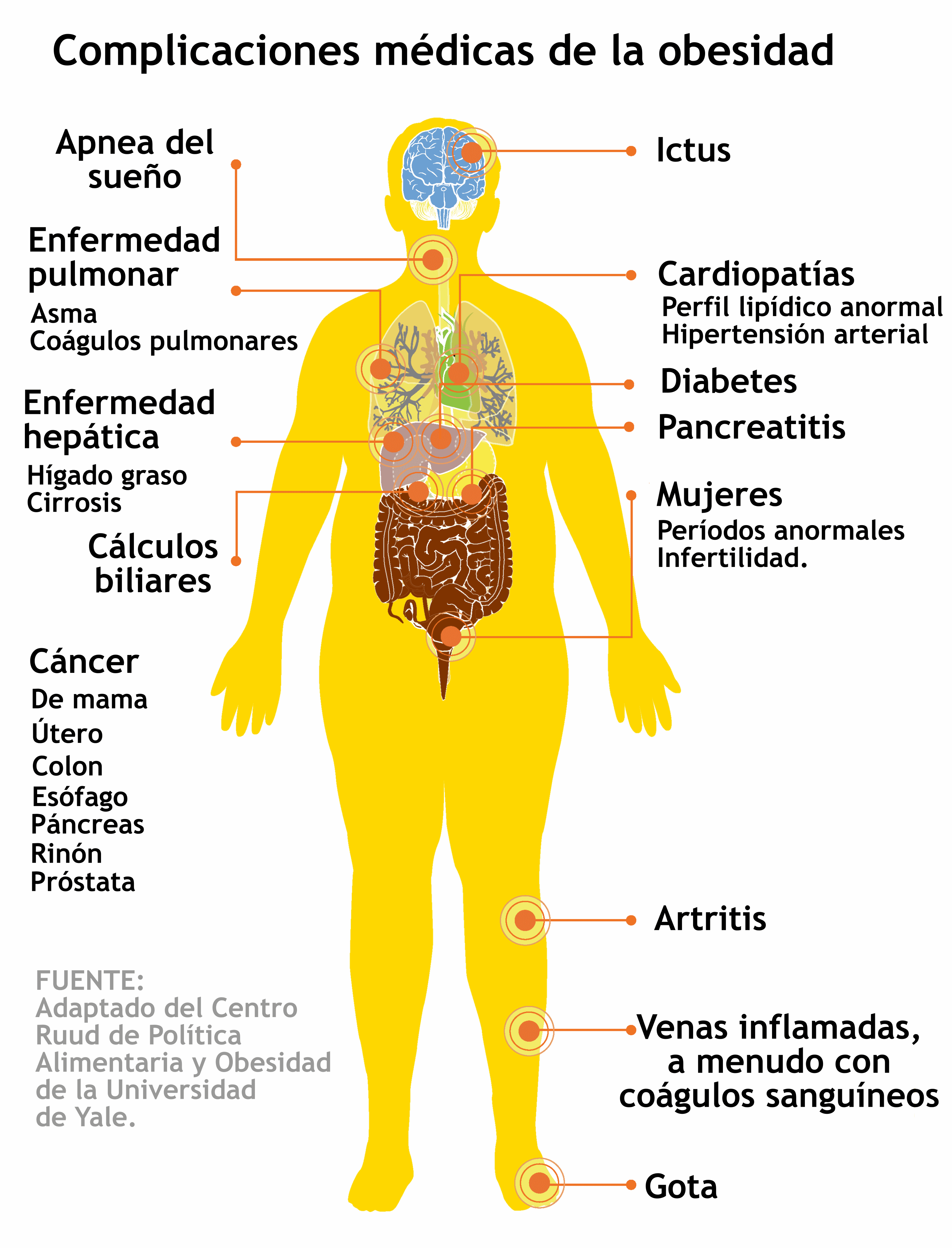
Complicaciones médicas de la obesidad.

Debido al estigma social de la obesidad, las personas obesas pueden recibir peor atención sanitaria que las personas con un IMC normal, lo que puede contribuir a la relación entre obesidad y mala salud. Las personas que sufren discriminación relacionada con el peso, independientemente de su peso real, también tienen peores resultados sanitarios que las que no sufren discriminación relacionada con el peso. Las personas obesas también son menos propensas a buscar atención médica que las que no lo son, incluso si el aumento de peso se debe a problemas médicos. Peter Muennig, profesor del Departamento de Política y Gestión Sanitarias de la Universidad de Columbia, ha propuesto que las afecciones médicas asociadas a la obesidad pueden deberse "no sólo a la adiposidad, sino también al estrés psicológico inducido por el estigma social asociado a la obesidad".

## Cardiología

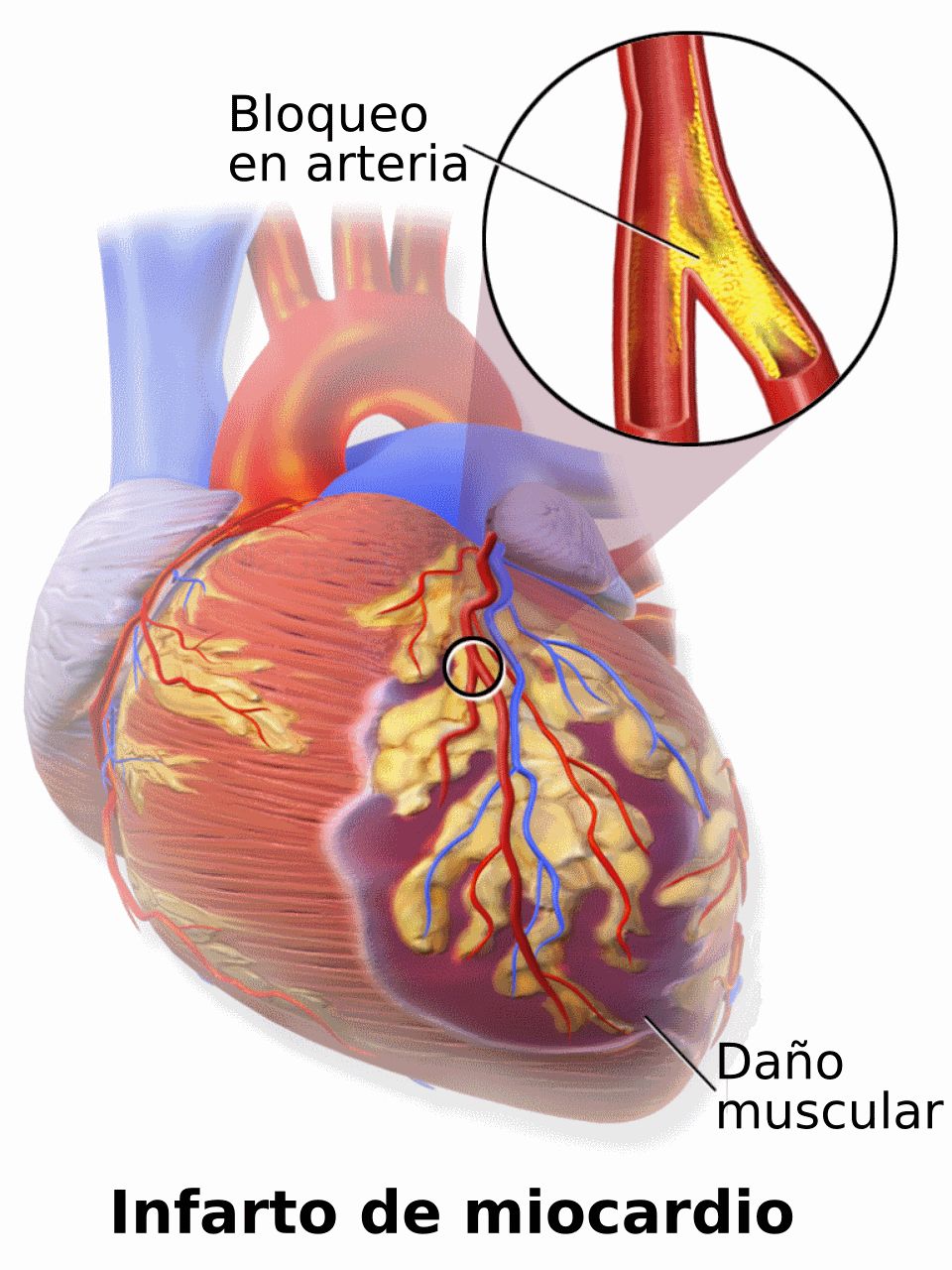
Infarto de miocardio

El peso corporal no se considera un factor de riesgo predictivo independiente para la enfermedad cardiovascular por las herramientas actuales (a partir de 2014) de evaluación del riesgo. La mortalidad por enfermedad cardiovascular ha disminuido a pesar del aumento de la obesidad, y al menos un ensayo clínico se interrumpió antes de tiempo porque la intervención para perder peso que se estaba probando no redujo la enfermedad cardiovascular.

### Enfermedad isquémica del corazón
La obesidad abdominal se asocia con enfermedades cardiovasculares, como la angina y el infarto de miocardio. Sin embargo, la obesidad general (medida por el IMC) puede conducir a falsos diagnósticos de infarto de miocardio y puede disminuir la mortalidad después de un infarto agudo de miocardio.
En 2008, las directrices europeas concluyeron que el 35 % de la cardiotónica isquémica entre adultos en Europa se debía a la obesidad.

### Insuficiencia cardíaca congestiva
Tener obesidad se asocia con aproximadamente el 11% de los casos de insuficiencia cardíaca en hombres y el 14% en mujeres. 

### Hipertensión arterial
Más del 85% de los hipertensos tienen un IMC superior a 25, aunque la dieta es probablemente un factor más importante que el peso corporal. Las estimaciones de riesgo indican que al menos dos tercios de las personas con hipertensión pueden atribuirse directamente a la obesidad. La asociación entre obesidad e hipertensión se ha constatado en estudios animales y clínicos, que han sugerido que existen múltiples mecanismos potenciales para la hipertensión inducida por la obesidad. Estos mecanismos incluyen la activación del sistema nervioso simpático, así como la activación del sistema renina-angiotensina-aldosterona. En 2007, no estaba claro si existía una asociación entre la hipertensión y la obesidad en los niños, pero hay pocas pruebas directas de que la presión arterial haya aumentado a pesar del incremento del sobrepeso pediátrico.

### Niveles anormales de colesterol
La obesidad se asocia con niveles elevados de colesterol LDL y niveles más bajos de colesterol HDL en la sangre.

### Trombosis venosa profunda y embolismo pulmonar
La obesidad aumenta el riesgo de tromboembolismo venoso en aproximadamente 2,3 veces.

## Dermatología
La obesidad se asocia con la incidencia de estrías, acantosis nigricans, linfedema, celulitis, hirsutismo e intertrigo.

## Endocrinología

### Diabetes mellitus
El vínculo entre la obesidad y la diabetes tipo 2 es tan fuerte que los investigadores en la década de 1970 comenzaron a llamarlo "diabesidad".  El exceso de peso está detrás del 64% de los casos de diabetes en hombres y del 77% de los casos en mujeres.

### Ginecomastia
En algunos individuos, la obesidad puede asociarse a una elevada conversión periférica de andrógenos en estrógenos.

## Gastroenterología

### Enfermedad por reflujo gastroesofágico
Varios estudios han demostrado que la frecuencia y la gravedad de los síntomas de ERGE aumentan con el IMC, de modo que las personas con bajo peso tienen menos síntomas de ERGE, y las personas con obesidad severa tienen la mayoría de los síntomas de ERGE. Sin embargo, la mayoría de los estudios encuentran que los síntomas de la ERGE no mejoran con la pérdida de peso no quirúrgica.

### Colelitiasis (cálculos biliares)
La obesidad hace que aumente la cantidad de colesterol en la bilis y, a su vez, puede producirse la formación de cálculos

## Sistema reproductor (o sistema genital)

### Síndrome de ovario poliquístico (SOP)
Debido a su asociación con la resistencia a la insulina, el riesgo de obesidad aumenta con el síndrome de ovario poliquístico (SOP). En los EE. UU., aproximadamente el 60 % de los pacientes con SOP tienen un IMC superior a 30. Sigue siendo incierto si el SOP contribuye a la obesidad o al revés.

### Esterilidad
La obesidad puede conducir a la infertilidad tanto en hombres como en mujeres. Esto se debe principalmente al exceso de estrógeno que interfiere con la ovulación normal en las mujeres  y altera la espermatogénesis en los hombres. Se cree que causa el 6% de la infertilidad primaria. Una revisión en 2013 llegó al resultado de que la obesidad aumenta el riesgo de oligospermia y azoospermia en los hombres, con una razón de probabilidad de 1,3. La obesidad mórbida aumenta la razón de probabilidades a 2,0.

### Complicaciones del embarazo
La obesidad está relacionada con muchas complicaciones en el embarazo, como hemorragia, infecciones, aumento de las estancias hospitalarias de la madre y de las necesidades de la UCIN para el bebé. Las mujeres obesas también tienen un mayor riesgo de partos prematuros y bebés con bajo peso al nacer.
Las mujeres obesas tienen más del doble de la tasa de cesáreas en comparación con las mujeres de peso "normal". Algunos han sugerido que esto puede deberse en parte al estigma social de la obesidad.

### Defectos de nacimiento
Aquellos que son obesos durante el embarazo tienen un mayor riesgo de tener un hijo con una serie de malformaciones congénitas que incluyen: defectos del tubo neural como anencefalia y espina bífida, anomalías cardiovasculares, incluidas anomalías del tabique, labio leporino y paladar hendido, malformación anorrectal, anomalías por reducción de extremidades e hidrocefalia.

### Muerte fetal intrauterina
La obesidad materna se asocia con un mayor riesgo de muerte fetal intrauterina.

### Pene enterrado
El exceso de grasa corporal en la obesidad mórbida puede, en algunos casos, ocultar completamente o "enterrar" el pene.

## Neurología

Infarto del territorio de la arteria cerebral media (ictus)

### Ictus
El accidente cerebrovascular isquémico aumenta tanto en hombres como en mujeres que son obesos. 

### Meralgia parestésica
La meralgia parestésica es un dolor neuropático o entumecimiento de los muslos, a veces asociado con la obesidad.

### Migrañas
La migraña (y las cefaleas en general) es comórbida con la obesidad. El riesgo de migraña aumenta un 50% con un IMC de 30 kg/m2 y 100% por IMC de 35 kg/m2. La conexión causal sigue sin estar clara.

### Síndrome del túnel carpiano
Se estima que el riesgo de síndrome del túnel carpiano aumenta un 7,4 % por cada 1 kg/m2 aumento del índice de masa corporal.

### Demencia
Una revisión encontró que las personas obesas no tienen una tasa significativamente mayor de demencia que las personas con un peso "normal".

### Hipertensión intracraneal idiopática
La hipertensión intracraneal idiopática, o presión alta inexplicable en el cráneo, es una afección rara que puede causar discapacidad visual, dolor de cabeza intenso frecuente y tinnitus. Se observa con mayor frecuencia en mujeres obesas, y la incidencia de hipertensión intracraneal idiopática está aumentando junto con el número de personas obesas.

### Esclerosis múltiple
Las mujeres obesas a los 18 años de edad tienen más del doble de riesgo de esclerosis múltiple en comparación con las mujeres con un IMC entre 18,5 y 20,9. Las mujeres que tienen bajo peso a los 18 años tienen el menor riesgo de esclerosis múltiple. Sin embargo, el peso corporal en la edad adulta no se asoció con el riesgo de esclerosis múltiple.

## Cáncer(uoncológico)

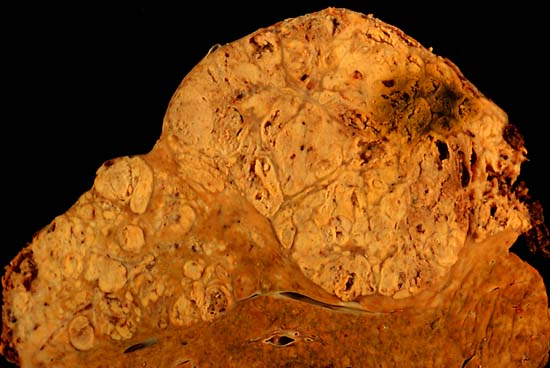
Carcinoma hepatocelular 1

Muchos cánceres ocurren con mayor frecuencia en personas con sobrepeso u obesidad. Un estudio del Reino Unido encontró que aproximadamente el 5% del cáncer se debe al exceso de peso. Estos tipos de cáncer incluyen:
- mama, ovario
- esofágico, colorrectal
- hígado, páncreas
- vesícula biliar, estómago
- endometrial, cervical
- próstata, riñón
- linfoma no Hodgkin, mieloma múltiple

En el Reino Unido, un índice de masa corporal (IMC) elevado se asocia a un mayor riesgo de desarrollar diez cánceres comunes, entre ellos el 41% de los de útero y al menos el 10% de los de vesícula biliar, riñón, hígado y colon. La obesidad también se asocia a un mayor riesgo de complicaciones postoperatorias graves en las personas operadas de cáncer que en las de peso "normal".

## Psiquiatría

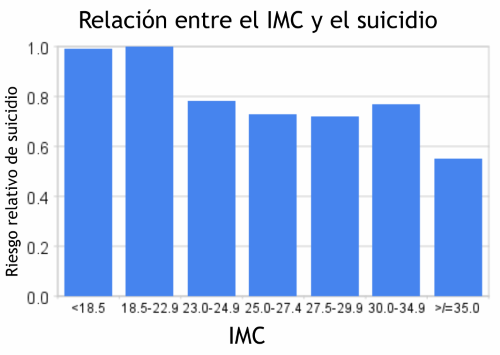
El riesgo de muerte por suicidio disminuye con el aumento del índice de masa corporal en los Estados Unidos.

### Depresión
La obesidad se ha asociado con la depresión, probablemente debido a factores sociales más que a los efectos físicos de la obesidad. Sin embargo, es posible que la obesidad sea causada por la depresión (debido a la reducción de la actividad física o, en algunas personas, al aumento del apetito). Las discapacidades relacionadas con la obesidad también pueden provocar depresión en algunas personas. Los repetidos intentos fallidos de perder peso también pueden conducir a la depresión.
La asociación entre la obesidad y la depresión es más fuerte en aquellos que son más severamente obesos, los que son más jóvenes y las mujeres. Sin embargo, la tasa de suicidio disminuye con el aumento del IMC. De manera similar, la pérdida de peso a través de la cirugía bariátrica se asocia con un mayor riesgo de suicidio.

### Estigmatización social
Las personas obesas provocan reacciones negativas en los demás, y la gente está menos dispuesta a ayudar a los individuos obesos en cualquier situación debido a la estigmatización social. Las personas obesas también tienen menos oportunidades educativas y profesionales, por término medio tienen menos ingresos y, en general, reciben peor atención sanitaria y tratamiento que las personas con un peso "normal".

## Sistema respiratorio

### Apnea obstructiva del sueño
La obesidad es un factor de riesgo para la apnea obstructiva del sueño.

### Síndrome de hipoventilación por obesidad

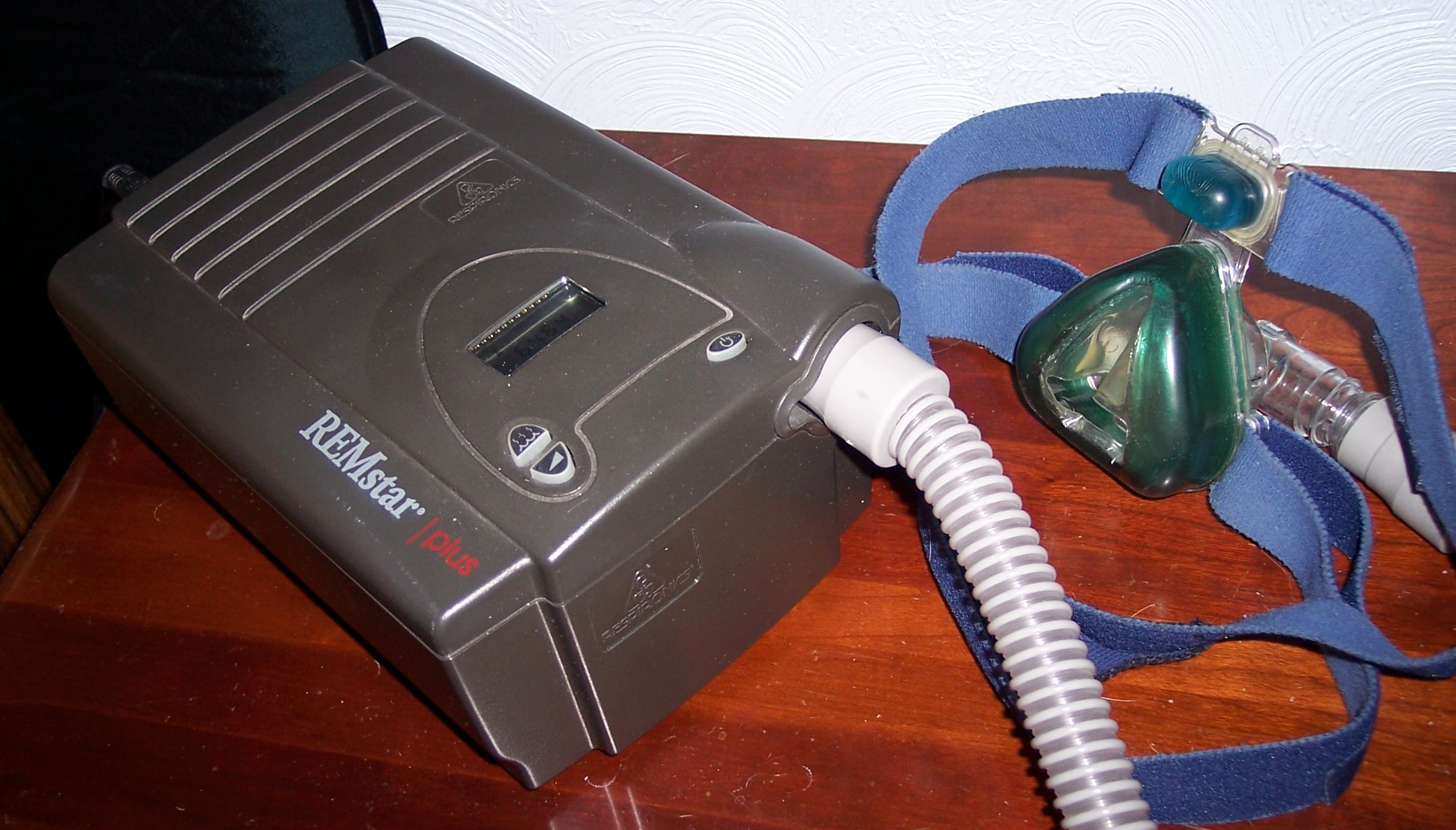
Máquina CPAP comúnmente utilizada en OHS

El síndrome de hipoventilación por obesidad se define como la combinación de obesidad, hipoxia durante el sueño e hipercapnia durante el día, como resultado de la hipoventilación. 

### Enfermedad pulmonar crónica
La obesidad está asociada con una serie de enfermedades pulmonares crónicas, como el asma y la EPOC. Se cree que un estado proinflamatorio sistémico inducido por algunas causas de la obesidad puede contribuir a la inflamación de las vías respiratorias, lo que lleva al asma.

### Complicaciones durante la anestesia general
La obesidad reduce y endurece significativamente el volumen pulmonar funcional, lo que requiere estrategias específicas para el manejo respiratorio bajo anestesia general .

### Obesidad y asma
Se ha demostrado que la inflamación sistémica de bajo grado de la obesidad empeora la función pulmonar en el asma y aumenta el riesgo de desarrollar una exacerbación del asma.

### COVID-19
En un estudio realizado en Inglaterra se observó un aumento lineal del riesgo de COVID-19 grave con resultado de hospitalización y muerte en las personas con un IMC superior a 23, y un aumento lineal del ingreso en una unidad de cuidados intensivos en todo el espectro de IMC. La diferencia en el riesgo de COVID-19 por tener un IMC elevado fue más pronunciada en las personas menores de 40 años o de raza negra. Un estudio realizado en México descubrió que la obesidad por sí sola era responsable de un riesgo 2,7 veces mayor de muerte por COVID-19, mientras que las comorbilidades con diabetes, inmunosupresión o hipertensión arterial aumentaban aún más el riesgo. Un estudio realizado en Estados Unidos reveló que existía una correlación inversa entre la edad y el IMC de los pacientes con COVID; cuanto más joven era el grupo de edad, mayor era su IMC.

## Reumatologíay ortopedia

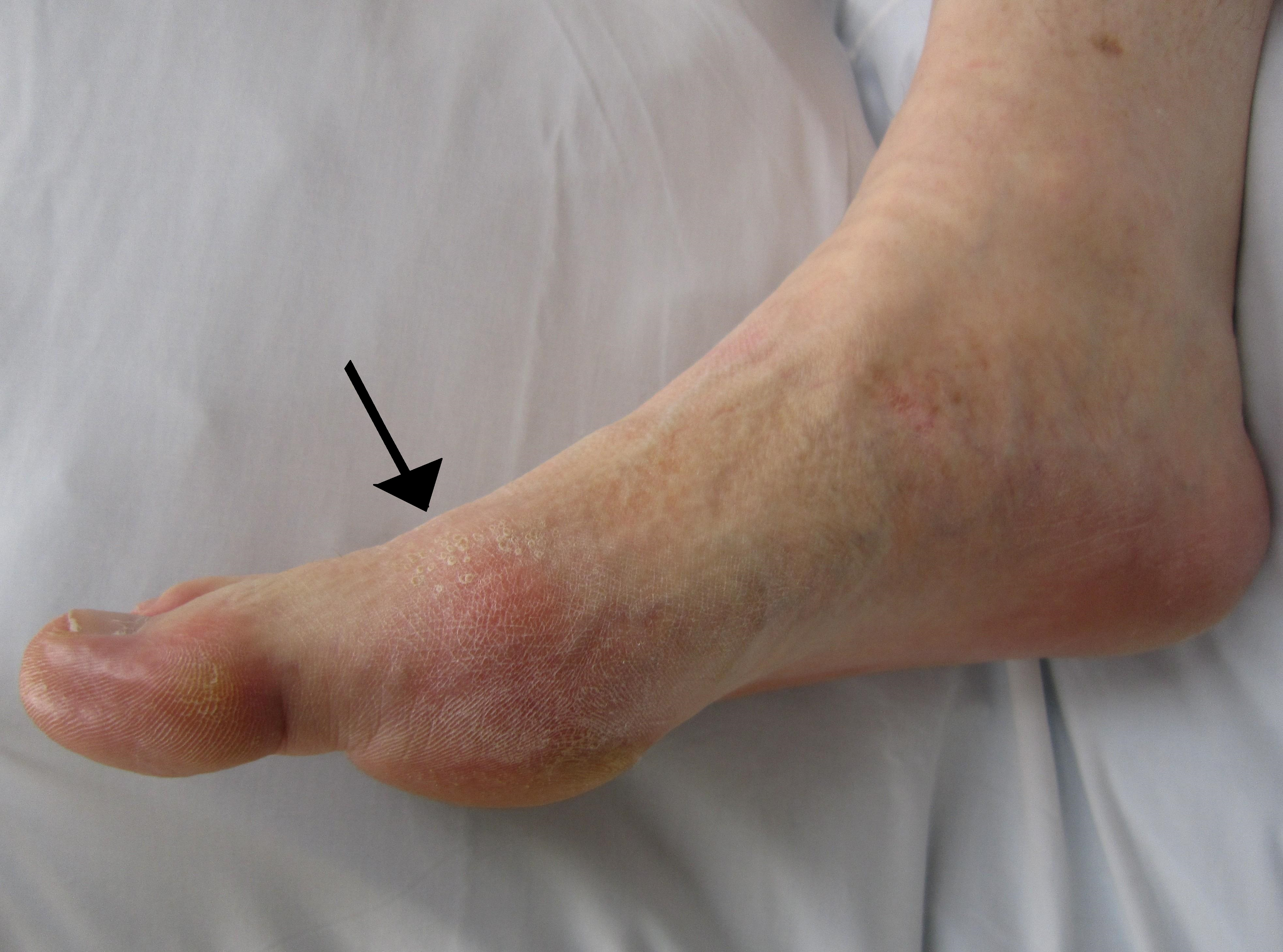
Gota

### Gota
En comparación con los hombres con un IMC de 21 a 22,9, los hombres con un IMC de 30 a 34,9 tienen 2,33 veces más gota y los hombres con un IMC ≥ 35 tienen 2,97 veces más gota. La pérdida de peso disminuye estos riesgos.

### Poca movilidad
Existe una fuerte asociación entre la obesidad y el dolor musculoesquelético y la discapacidad.

### Osteoartritis
Se observan mayores tasas de artritis tanto en las articulaciones que soportan peso como en las que no soportan peso.  La pérdida de peso y el ejercicio actúan para reducir el riesgo de osteoartritis.

### Lumbalgia
Las personas obesas tienen de dos a cuatro veces más probabilidades de tener dolor de espalda que sus pares de peso "normal".

## Lesión traumática
En las mujeres, el IMC bajo es un factor de riesgo de fracturas osteoporóticas en general. Por el contrario, la obesidad es un factor protector para la mayoría de las fracturas osteoporóticas.

## Urológicosy nefrológicos

Sistema urinario

### Incontinencia urinaria
La incontinencia de urgencia, de esfuerzo y mixta se presenta en tasas más altas en personas obesas. Las tasas de incontinencia urinaria son aproximadamente el doble de las que se encuentran en la población de peso "normal". La incontinencia urinaria mejora con la pérdida de peso.

### Enfermedad renal crónica
La obesidad aumenta el riesgo de enfermedad renal crónica de tres a cuatro veces.

### Hipogonadismo
En los hombres, la obesidad y el síndrome metabólico aumentan la producción de estrógenos y adipoquinas. Esto reduce la hormona liberadora de gonadotropina, lo que a su vez reduce tanto la hormona luteinizante (LH) como la hormona estimulante del folículo (FSH). El resultado es una reducción de la producción de testosterona en los testículos y un mayor aumento en los niveles de adipoquinas. Esto luego se retroalimenta para causar un mayor aumento de peso.

### Disfunción eréctil
Los hombres obesos pueden experimentar disfunción eréctil y la pérdida de peso puede mejorar su funcionamiento sexual.

## Otras lecturas
- King, Lauren K.; March, Lyn; Anandacoomarasamy, Ananthila (1 de agosto de 2013). «Obesity & osteoarthritis». The Indian Journal of Medical Research 138 (2): 185-193. ISSN 0971-5916. PMC 3788203. PMID 24056594.Review
- Zhao, Lan-Juan; Jiang, Hui; Papasian, Christopher J; Maulik, Dev; Drees, Betty; Hamilton, James; Deng, Hong-Wen (1 de enero de 2008). «Correlation of Obesity and Osteoporosis: Effect of Fat Mass on the Determination of Osteoporosis». Journal of Bone and Mineral Research (en inglés) 23 (1): 17-29. ISSN 1523-4681. PMC 2663586. PMID 17784844. doi:10.1359/jbmr.070813.
- Guh, Daphne P; Zhang, Wei; Bansback, Nick; Amarsi, Zubin; Birmingham, C Laird; Anis, Aslam H (25 de marzo de 2009). «The incidence of co-morbidities related to obesity and overweight: A systematic review and meta-analysis». BMC Public Health (en inglés) 9 (1): 88. ISSN 1471-2458. PMC 2667420. PMID 19320986. doi:10.1186/1471-2458-9-88.

- Datos: Q7074844